# NTV (Туреччина)

Логотип NTV

NTV, Nergis TV — турецьке інформаційне телебачення.
Канал був заснований в 1996 році в Стамбулі. З травня 2000-го року він вступив в партнерство з MSNBC. Ефірний час каналу займають, переважно, новини, однак на ньому транслюються також футбольні матчі (Чемпіонат Іспанії з футболу), а також деякі ігри NBA.

## Історія
NTV був заснований у 1996 році як дочірня компанія Nergis Group, що належить бізнесмену Джавиту Чаглару (звідси абревіатура в назві каналу), і став першим новинним каналом Туреччини. У січні 1999 року він став членом конгломерату Dogus Group. На NTV транслюються місцеві та світові новини, а також документальні фільми і програми на тему економіки, культури і мистецтва, способу життя і спорту.

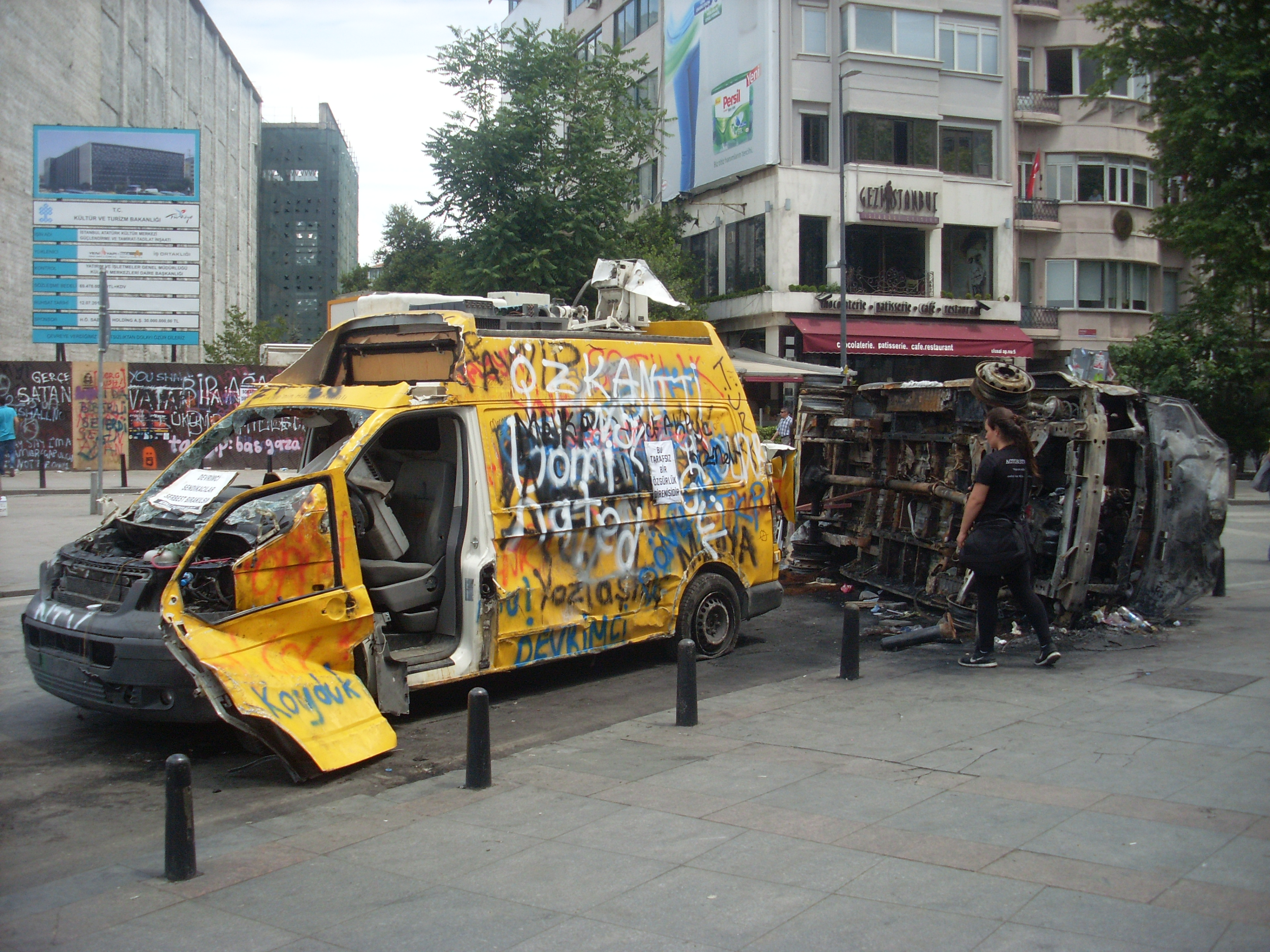
Пошкоджений фургон телекомпанії, 2013

В червні 2013 року NTV практично не висвітлював події, пов'язані з протестами в Туреччині 2013—2014 років, що призвело до протестів перед головним офісом каналу в Стамбулі, деякі його співробітники подали у відставку на знак протесту. Генеральний директор Dogus Media Group визнав, що критика була справедливою. Згодом NTV відмовився транслювати репортаж BBC World News про свободу преси в Туреччині, порушивши свою партнерську угоду з BBC. BBC у відповідь призупинив дію угоди.
У 2016 році спроба державного перевороту в Туреччині була підтверджена Прем'єр-міністром Туреччини Біналі Їлдиримом в коментарях для телеканалу. Ця подія отримала неоднозначні оцінки. За кілька годин після перевороту розпочалися масові арешти військових, поліцейських, суддів і прокурорів.